# Nokia Lumia 930
Nokia Lumia 930 är en Windows Phone-baserad smarttelefon som tillkännagavs den 2 april 2014 av Nokia i samband med Microsofts utvecklarkonferens BUILD då även Windows Phone 8.1 annonserades. Lumia 930 är i princip samma mobiltelefon som den Verizon-exklusiva Lumia Icon som annonserades i februari 2014 .

## System, program och tjänster
Nokia Lumia 930 är – tillsammans med Nokia Lumia 630 och 635 – de första mobiltelefonerna med Windows Phone 8.1 förinstallerat som annonserats. Den i princip identiska telefonen Nokia Lumia Icon (929) hade system 8.0 förinstallerat.

## Kamera
Kameramodulen i Nokia Lumia 930 är samma (eller i princip samma) som i 6-tumsmodellen Nokia Lumia 1520, det vill säga 20 megapixel. Kameran är utrustad med LED-fotolampa, men inte med Xenon-blixt som i exempelvis Lumia 1020.

## Sladdlös laddning
Telefonen har precis som sin föregångare (Lumia 920) stöd för sladdlös laddning enligt Qi-standard via en kompatibel laddningsplatta.

## Specifikationer
- System: Windows Phone (version 8.1)
- Skärm: 5,0 tum kapacitiv pekskärm med 1920 × 1080 pixlar
- Mobilnät: LTE (150/50 Mbps), Turbo-3G (42/5,76 Mbps) och GSM
- Lokala anslutningar: Wifi (IEEE 802.11a/b/g/n/ac), Bluetooth och USB
- Kamera, primär: 20 megapixel (stillbilder) och 1080p (video)
- Kamera, sekundär: 720p (video)
- Processor: Quad 2,2 GHz Qualcomm Snapdragon 800
- RAM: 2 GB
- Lagring: 32 GB
- Minneskortplats: nej (saknas)
- Positionering: GPS, Glonass
- Batteri: 2420 mAh
- Mått:
- Vikt:

## Varianter på Lumia 930
Lumia 930 föregicks av den Verizon-exklusiva Lumia Icon (eller Lumia 929). Det finns två mobiltelefoner (april 2014) som har tillräckligt många likheter som gör att skillnaderna är få: Lumia Icon och Lumia 1520. Varianterna är i princip samma mobiler men med de skillnaderna som redovisas nedan.
Lumia 929 (Icon) (för Verizon i USA)
- Annonserades i februari 2014
- Adderar CDMA
- Endast stöd för de LTE-band som Verizon använder: band 4 och band 13 (700 och 1700 MHz). I Sverige används 800, 900, 1800 och 2600 MHz av operatörerna för LTE.
- Windows Phone 8.0 förinstallerat inledningsvis

Lumia 1520
- Annonserades i slutet av 2013
- 6,0-tumsskärm istället för 5,0 tum
- 16 GB och minneskortplats istället för 32 GB
- Windows Phone 8.0 förinstallerat inledningsvis